# Mika Gustafson
Mika Gustafson, född 25 april 1988 i Linköping, är en svensk filmregissör, manusförfattare och filmproducent.
Hon har studerat film på Fridhems Folkhögskola samt på Akademin Valand vid Göteborgs universitet, varifrån hon tog examen 2016. Hennes debutfilm Mephobia visades på Göteborgs filmfestival 2016. 2017 kom den uppmärksammade långfilmsdokumentären Silvana – väck mig när ni vaknat, vilken är ett porträtt av artisten Silvana Imam. Filmen tilldelades en Guldbagge för bästa dokumentär. År 2023 kom Gustafsons dramafilm Paradiset brinner som mötte god kritik. Filmen nominerades till i tre kategorier inför Guldbaggegalan 2024 och under galan utsågs den till 2023 års Bästa film.

## Filmografi
- 2016: Mephobia
- 2017: Silvana – väck mig när ni vaknat (med Olivia Kastebring och Christina Tsiobanelis)
- 2023: Paradiset brinner

## Utmärkelser
- 2017 Sven Lyra-priset[3]
- 2018 Guldbagge för bästa dokumentär för Silvana – väck mig när ni vaknat.